# Ragnarok Online
Ragnarok Online (라그나로크 온라인?; abbreviato in RO) è un MMORPG sviluppato dalla software house sudcoreana Gravity Corporation. Il gioco è stato pubblicato in Italia il 15 aprile 2004 da Dada.
L'ambientazione è in gran parte basata sul manhwa Ragnarök di Lee Myung-Jin.
A seguito del successo commerciale del videogioco, è nata una serie anime chiamata Ragnarök the Animation.
A gennaio 2013 è uscito il seguito Ragnarok Online 2 (라그나로크 온라인 2 Legend of the Second?, Rageunarokeu Onrain 2 Legend of the SecondLR).

## Ambientazione
Ragnarok Online, come il manhwa, è ambientato a Rune-Midgard, un mondo immaginario in pura ambientazione fantasy mitologica ispirata alla mitologia norrena, ma con molti e caratteristici elementi del fantasy classico e dello steampunk.
Il regno di Rune-Midgard, che è anche la più vasta area giocabile, è un territorio molto variegato, composto principalmente da foreste temperate e da un grande deserto. La capitale del regno, nonché centro nevralgico e commerciale del gioco è Prontera. A nord si trova invece la tecnologica repubblica di Schwartzvald, con capitale a Juno ed un ambiente più simile alla tundra, mentre a ovest si trova la desertica penisola di Arunafeltz, con Rachel come capitale. Oltre a queste tre principali nazioni ci sono anche altri luoghi indipendenti, con ambientazione variabili, ispirata molte volte a vari luoghi, come il Giappone tradizionale, la fredda Russia, o ai caraibi.

## Modalità di gioco
I personaggi sono sprite 2D che si muovono in un ambiente 3D.
Come in molti altri MMORPG, il gioco non è mosso da una trama principale ma il giocatore può spostarsi liberamente nel mondo virtuale del gioco, scontrarsi con i mostri che incontra e in questo modo accumulare esperienza e ricchezza; l'esperienza accumulata permette di salire di livello, mentre la ricchezza si accumula vendendo gli oggetti (drop) che i mostri lasciano quando uccisi. Si può guadagnare esperienza e soldi anche completando le quest del gioco, che solitamente consistono nel parlare con PnG, raccogliere oggetti, sconfiggere mostri.
Oltre a combattere i mostri e i boss (mini Boss ed i più complessi MVP, da affrontare in 3/4 - solitamente un Priest, un Wizard ed un Knight/Crusader perlomeno), i personaggi possono associarsi formando delle gilde e allearsi o combattere contro altre allo scopo di acquisire il controllo di determinati castelli e garantirsi così l'accesso ad aree esclusive del gioco che consentono l'acquisizione facilitata di equipaggiamenti. Con il salire dei livelli, i personaggi specializzano le loro caratteristiche in base alla classe di appartenenza, ottenendo così abilità uniche.
Classi normali (Norman):
| Iniziale | 1ª classe  | 2ª Classe                | 2ª Classe trascendente | 3ª Classe        | 4ª Classe |
| -------- | ---------- | ------------------------ | ---------------------- | ---------------- | --------- |
| Novice   |            |                          |                        |                  |           |
| Swordman | Knight     | Lord Knight              | Rune Knight            | Dragon Knight    |           |
| Swordman | Crusader   | Paladin                  | Royal Guard            | Imperial Guard   |           |
| Magician | Wizard     | High Wizard              | Warlock                | Arch Mage        |           |
| Magician | Sage       | Professor (Scholar)      | Sorcerer               | Elemental Master |           |
| Merchant | Blacksmith | Whitesmith (Mastersmith) | Mechanic               | Meister          |           |
| Merchant | Alchemist  | Creator (Biochemist)     | Geneticist             | Biologist        |           |
| Acolyte  | Priest     | High Priest              | Arch Bishop            | Cardinal         |           |
| Acolyte  | Monk       | Champion                 | Sura                   | Inquisitor       |           |
| Thief    | Assassin   | Assassin Cross           | Guillotine Cross       | Shadow Cross     |           |
| Thief    | Rogue      | Stalker                  | Shadow Chaser          | Abyss Chaser     |           |
| Archer   | Hunter     | Sniper                   | Ranger                 | Wind Hawk        |           |
| Archer   | Bard       | Clown (Minstrel)         | Minstrel (Maestro)     | Troubadour       |           |
| Archer   | Dancer     | Gypsy                    | Wanderer               | Trouvere         |           |

Classi estese (Norman):
| Iniziale | 1ª classe espansa | 2ª classe espansa               | 3ª classe espansa | 4ª classe espansa |
| -------- | ----------------- | ------------------------------- | ----------------- | ----------------- |
| Novice   | Super novice      | Expanded Super Novice           | Hyper Novice      | /                 |
| Novice   | TaeKwon Kid       | TaeKwon Master (Star Gladiator) | Star Emperor      | Sky Emperor       |
| Novice   | TaeKwon Kid       | Soul Linker                     | Soul Reaper       | Soul Ascetic      |
| Novice   | Ninja             | Kagerou                         | Shinkiro          | /                 |
| Novice   | Ninja             | Oboro                           | Shiranui          | /                 |
| Novice   | Gunslinger        | Rebellion                       | Nightwatch        | /                 |

Con l'arrivo dell'episodio XVI si è aggiunto al gioco un sistema di razze. Infatti alla creazione del personaggio ci verrà chiesta anche la razza di appartenenza, Verranno quindi inserite nuove classi esclusive a seconda di quale razza si farà parte.
| Razza  | 1ª classe razza          | 2ª classe razza          |
| ------ | ------------------------ | ------------------------ |
| Doram  | Summoner                 | Spirit Handler           |
| Norman | Vedere tabelle superiori | Vedere tabelle superiori |

Nel server europeo i personaggi erano differenziati solo per classe e per sesso e le uniche personalizzazioni possibili erano l'ornamento della testa e un accessorio sul viso. Contrariamente alla maggior parte dei MMORPG, il server europeo di Ragnarok Online assegnava ai personaggi in gioco lo stesso sesso del giocatore, basandosi sulle informazioni fiscali fornite al momento del pagamento.
Alcuni oggetti equipaggiabili dai personaggi in gioco sono contrassegnati dalla caratteristica di essere slottabili, ovvero possono ospitare - in modo permanente - una carta. Le carte sono oggetti molto rari che possono essere ottenuti dai mob (mostri) o da altri sistemi in gioco (come oggetti regalo casuali) che potenziano le stat e le abilità (skills) dei personaggi che le possiedono all'interno di un equipaggiamento.

### Player vs Player
In Ragnarok è presente la possibilità di combattere contro altri giocatori. Questa funzionalità è definita Player vs Player (Giocatore contro Giocatore) -questa pratica è adottata da moltissimi altri MMORPG- oppure Guild vs Guild (Gilda contro Gilda), indicante specialmente le guerre tra gilde per la conquista di un castello, oppure i tornei dove i personaggi migliori di una gilda combattono contro quelli di un'altra.

#### PVP Classico
Questo tipo di combattimento prende luogo in città identiche ma parallele a quelle esistenti, per non recare disturbo ai normali giocatori, ma soprattutto per il fatto che nelle città o in qualsiasi altra mappa normale non è possibile provocare danni fisici ad altri giocatori.
All'interno di queste mappe "speciali" uno o più giocatori possono sfidarsi a duello, anche se, talvolta, possono esserci dei gruppi che uccidono deliberatamente personaggi isolati o più deboli di loro.
Una volta entrati in modalità PVP appare nella propria schermata di gioco la classifica x/y di quella mappa, dove x indica la posizione del giocatore, e y il numero di sfidanti totali.

### WoE
Ogni settimana ci sono 2 giorni in cui viene disputato un evento speciale: le War of Emperium, della durata di 2 ore.
I castelli di ogni città vengono presi d'assedio da una o più gilde; l'obiettivo è distruggere il cristallo (Emperium) posto nella parte più interna della fortezza. Quando l'Emperium viene distrutto, la gilda che ha dato l'ultimo colpo prende il controllo del castello mentre tutti gli altri personaggi vengono warpati fuori e si ritroveranno nell'ultima città dove hanno salvato (da dove torneranno per tentare nuovamente di conquistarlo).
Le gilde che riescono a mantenere un castello fino alla fine delle WoE ne ottengono il controllo permanente fino alla successiva WoE ed hanno la possibilità di aprire, ogni giorno, un numero (determinato dall'economia del castello stesso) di forzieri, all'interno dei quali si trovano oggetti ed equipaggiamenti solitamente abbastanza rari.
Le WoE sono degli eventi molto competitivi, per questo le gilde più importanti selezionano apposite strategie per tentare di assicurarsi maggiore possibilità di conquista. Esistono build (configurazioni di abilità ed equipaggiamento) specifiche per le WoE, nonché tecniche e ruoli consolidati per questi eventi; ad esempio: una parte dei Priest di basso/medio livello viene impiegata in colonna per assicurare i corretti teletrasporti alle truppe d'assalto, poiché i personaggi, quando vengono sconfitti (o quando viene conquistato il castello da un'altra gilda), tornano al luogo di respawn (salvataggio) e devono essere rimessi in grado di combattere e di raggiungere l'Emperium nel minor tempo possibile.

## Server ufficiali
Attualmente i server delle versioni ufficiali del gioco si trovano in: Corea (Chiamato anche kRO), giapponese (jRO), inglese (International RO o iRO), thailandese (tRO), Cinese (cRO), Indonesiano (idRO), Filippino (pRO), Portoghese/Brasiliano (bRO), Vietnamita (vnRO), e Bahasa Melayu (mRO). Ci sono anche le versioni per i giocatori in Russia (rRO), India (RO India); inoltre, a partire da dicembre 2006, Gravity KR con la sua affiliata Gravity Europe ha avviato fRO, server totalmente europeo. Il gioco è in continuo aggiornamento, e spesso viene espanso con diverse migliorie.
Ragnarok è disponibile principalmente in modalità pay-to-play, ma in alcuni stati (come ad esempio Corea e Filippine) è possibile il free-to-play.
Nell'inverno 2007 è stato dismesso il server oRO (Oceania) a causa della chiusura del contratto tra Ongamenet AU e Gravity KR. Ciò ha comportato il passaggio di tutti i giocatori su iRO.
Dal 14 maggio 2007 Ragnarok HispanoAmerica ha disattivato definitivamente i servizi. Molti dei giocatori di RoH si sono trasferiti su iRO.

### Focus sui server
- kRO Gravity LTD - Episodio XVII.1
- euRO Burda:IC GmbH - Episodio XIII.1 (Server chiuso, player game trasferiti su fRO, chiuso definitivamente)
- iRO Gravity Interactive LLC - Episodio XV.1
- fRO Gravity Europe SASU - Episodio XV.2 (Server chiuso)
- euRO 4game - Episodio X.4 (Server restartato, in sviluppo, pubblicato server Prime con formula Renewal)
- hRO Gamerpro S.A - Episodio X.1 (Server chiuso)
- jRO Gungho - Episodio XV.1
- tRO - Episodio XI.2
- bRO Levelup Brasil - Episodio XI.1
- cRO SDO - Episodio XI.2
- idRO - Episodio XI.1
- inRO - Episodio X.1
- ruRO Gravity CIS inc. - Episodio X.4 (+ Moscovia)
- pRO - Episodio XI.3 (XII su Sakray)
- mRO - Episodio XI.1

### Ragnarok in Italia
Ragnarok Online venne ufficialmente inaugurato in Italia il 4 febbraio 2004. La licenza ufficiale venne acquisita da Dada con un marketing erogato principalmente attraverso il sito e la comunità online di SuperEva.
Il gioco ha molta fortuna negli anni, grazie ad una solida rete di giocatori ed ai minimi requisiti tecnici del client, che permettono un facile accesso anche con dotazioni tecniche obsolete.
Un gruppo di giocatori, in gran parte volontari, hanno svolto funzioni di GM (Game Master) in gioco, un incarico a metà fra il supporto tecnico e il servizio clienti. Una parte dei GM italiani si è occupata anche delle traduzioni in lingua italiana dalla versione in lingua inglese del gioco (realizzata dalla casa madre) attraverso la piattaforma interna del gioco.
Il 15 novembre 2007, Dada abbandona il progetto e la base utenti è acquisita dalla tedesca burda:ic GmbH, società specializzata nelle comunità e nel gioco online, che detiene la licenza per tutta Europa ad eccezione di Spagna, Francia e Belgio e che quindi immette una forte base di utenti europea, in gran parte tedesca grazie al marketing stampa e radiofonico in Germania.
Sotto il coordinamento dello staff di Burda, Ragnarok prosegue l'attività con i server in Germania, accessibili dall'Italia anche grazie ad un servizio di tunnelling dedicato, studiato dalla società Eridia di Roma per aumentare il tempo di risposta dalla rete residenziale italiana, spesso limitata sul traffico verso l'estero.
Ragnarok Online Europa viene chiamato euRO e vengono investite maggiori risorse sul sito Internet ufficiale, sulle guide e sul forum.
Nel 2010 l'interesse commerciale di Burda si sposta sul casual gaming, condotto principalmente sul portale ALaPlaya, e su nuovi titoli come Florensia. Il 30 settembre 2010, a causa del mancato raggiungimento di un accordo per il rinnovo della licenza con la Gravity, in un clima di incertezza generato anche dall'annuncio di Ragnarok Online 2: Legend of the Second, euRO chiude i battenti.
I dati dei giocatori che ne hanno fatto richiesta sono stati trasferiti sui server di fRO al costo di 25 euro circa per account.

## Server non ufficiali
Esistono numerosi server non ufficiali di Ragnarok Online (detti comunemente server privati) che permettono non solo di giocare gratuitamente, ma anche di personalizzare i parametri principali del gioco e integrare opzioni di gioco aggiuntive, nuove classi, nuovi oggetti, aumentare il livello massimo, etc.
eAthena è il principale emulatore di Ragnarok Online, che emula il programma di avvio originale Aegis e permette di creare dei nuovi server, copie degli originali. È possibile aggiungere script personalizzati, tra cui NPC e script automatici di Quest. Utilizza un linguaggio proprio, molto simile al C.
Tutto il materiale che concerne Ragnarok Online è tuttavia sotto copyright di Gravity europe (Francia), GamerPro SA (Spagna), Gravity CIS (Russia), Gravity Interactive LLC (America e vari stati nel mondo), Gravity KR (Corea), LevelUp International (Brasile India e Filippine) e in altri stati sotto le compagnie licenziatarie. Chiunque crei o mantenga un server privato è perseguibile legalmente.
Prima del debutto ufficiale in Italia nel 2004, il gioco era stato reso disponibile nell'estate del 2003 tramite un server non ufficiale, e diversi utenti, tra cui il fondatore, divennero in seguito GM (Game Master) del server ufficiale italiano fino alla chiusura nel 2010.